# Miss Italia 1998
Miss Italia 1998 si è svolta a Salsomaggiore Terme in tre serate: il 4, 5 e 6 settembre 1998. Il concorso è stato condotto da Fabrizio Frizzi, in diretta dal Palazzetto dello Sport di Salsomaggiore Terme. Presidenti della giuria artistica sono Dino Risi e Catherine Deneuve, che hanno incoronato la vincitrice del concorso, la diciannovenne Gloria Bellicchi di Salsomaggiore Terme (PR).; seconda  classificata: Cristina Cellai di Siena, detentrice del titolo di Miss Wella Toscana; infine, terza classificata: Chiara Tribuzio di Foggia, detentrice della fascia Meri Ragazza in Gambissime Puglia.
Per la prima volta nel regolamento della gara, sono state abolite le domande alle miss. Le cento finaliste sono state scelte da una commissione tecnica, presieduta da Dino Risi e composta da Orso Maria Guerrini, Gil Cagné e Carlo Pignatelli, Cinzia De Ponti, Ramona Badescu e Barbara Capponi. La giuria che nella serata finale ha invece decretato la vincitrice del concorso era presieduta sempre da Dino Risi e composta tra gli altri da Alessandro Del Piero, Iva Zanicchi, Tullio Solenghi, Nino D'Angelo, Marcus Schenkenberg, Gianni Minà, Mario Cipollini, Max Biaggi, Melba Ruffo e Martina Colombari.
La direzione artistica è stata curata da Enzo Mirigliani. Le prime due serate sono state caratterizzate da temi precisi: nella prima era la moda, nella seconda erano le emozioni. Alla finale in prima serata seguira Miss Italia Notte, condotto sempre da Fabrizio Frizzi.
Dal 22 luglio al 26 agosto, sono andate in onda sei anteprime televisive Cercasi Miss Italia '98 disperatamente (o quasi), con cui si potevano seguire le selezioni che si svolgevano in tutta Italia. Le sei puntate, condotte da Roberta Capua con la partecipazione di Fabrizio Gatta, sono andate in onda, per la durata di 30 minuti, in seconda serata ogni mercoledì.
La serata finale ha ottenuto uno share pari al 49,12% 
La sigla era la canzone Tuca tuca di Raffaella Carrà.

## Piazzamenti
| Risultato finale     | Concorrente          |
| -------------------- | -------------------- |
| Miss Italia 1998     | - – Gloria Bellicchi |
| Seconda classificata | - – Cristina Cellai  |
| Terza classificata   | - – Chiara Tribuzio  |

## Altri riconoscimenti
- Miss Cinema: Martina Ceschi
- Miss Eleganza: Ilaria Spada
- Ragazza Sasch Modella Domani: Vanessa Villafane
- Miss Deborah: Cristina Marinelli
- Miss Rocchetta Bellezza: Annalisa Criscuolo
- Meri Ragazza in Gambissime: Gloria Bellicchi

## Le concorrenti
001) Ljuba Bedeschi (Miss Valle d'Aosta)

002) Erika Carrera (Miss Piemonte)

003) Marianna Cassarino (Miss Lombardia)

004) Martina Ceschi (Miss Trentino Alto Adige)

005) Antonella Perini (Miss Friuli Venezia Giulia)

006) Marta Randon (Miss Veneto)

007) Simona Leoncini (Miss Liguria)

008) Vanessa Villafane (Miss Emilia)

009) Beatriz Colombo (Miss Romagna)

010) Anna Safroncik (Miss Toscana)

011) Valeria Bovi (Miss Umbria)

012) Tiziana Carnevali (Miss Marche)

013) Cristina Bianconi (Miss Lazio)

014) Elga Fontana (Miss Abruzzo)

015) Annalisa Criscuolo (Miss Campania)

016) Chiara Povia (Miss Puglia)

017) Lina Scalzi (Miss Calabria)

018) Gloriana Falletta (Miss Sicilia)

019) Stefania Michelutti (Miss Sardegna)

020) Gloria Bellicchi (Miss Cinema Emilia)

021) Paola Cognetta (Miss Cinema Toscana)

022) Ilary Blasi (Miss Cinema Lazio)

023) Erika Basanisi (Miss Eleganza Lombardia)

024) Rita Scagliarini (Miss Eleganza Romagna)

025) Annalisa Bandinelli (Miss Eleganza Umbria)

026) Marica Bisirri (Miss Eleganza Marche)

027) Ilaria Spada (Miss Eleganza Lazio)

028) Debora Scivittaro (Miss Eleganza Puglia)

029) Ilenia Petrasso (Miss Eleganza Calabria)

030) Simona Vacca (Miss Eleganza Sardegna)

031) Silvia Vitali (Miss Amarea Moda Mare Lombardia)

032) Chiara Valentini (Miss Amarea Moda Mare Veneto)

033) Denise Ponzi (Miss Amarea Moda Mare Emilia)

034) Barbara Casadei (Miss Amarea Moda Mare Romagna)

035) Laura Torrisi (Miss Amarea Moda Mare Toscana)

036) Giulia Piattelli (Miss Amarea Moda Mare Marche)

037) Romina Delogu (Miss Amarea Moda Mare Lazio)

038) Lia Cutino (Miss Amarea Moda Mare Abruzzo)

039) Lucia Aversano (Miss Amarea Moda Mare Campania)

040) Liliana Abbate (Miss Amarea Moda Mare Sicilia)

041) Martina Farris (Miss Amarea Moda Mare Sardegna)

042) Mara Maccagnola (Miss Deborah Lombardia)

043) Barbara Michelutti (Miss Deborah Friuli Venezia Giulia)

044) Elisa Trevisani (Miss Deborah Veneto)

045) Benedetta Gualdrini (Miss Deborah Emilia)

046) Maria Sagliocca (Miss Deborah Romagna)

047) Chiara Benedetti (Miss Deborah Toscana)

048) Vania Lupacchini (Miss Deborah Marche)

049) Ornella Roddi (Miss Deborah Lazio)

050) Cosma Anna Ardillo (Miss Deborah Puglia)

051) Janira Medda (Miss Deborah Sardegna)

052) Michela Trucco (Meri Ragazza in Gambissime Valle d'Aosta)

053) Silvia Magni (Meri Ragazza in Gambissime Trentino Alto Adige)

054) Sara Lazzari (Meri Ragazza in Gambissime Friuli Venezia Giulia)

055) Mendi Boscolo (Meri Ragazza in Gambissime Veneto)

056) Abbati Francesca (Meri Ragazza in Gambissime Emilia)

057) Cristiana Marinelli (Meri Ragazza in Gambissime Romagna)

058) Lorenza Casacci (Meri Ragazza in Gambissime Toscana)

059) Patrizia Mollica (Meri Ragazza in Gambissime Marche)

060) Giuseppina Pepe (Meri Ragazza in Gambissime Lazio)

061) Monica Baldacci (Meri Ragazza in Gambissime Abruzzo)

062) Chiara Tribuzio (Meri Ragazza in Gambissime Puglia)

063) Michela Mirani (Miss Bellezza Rocchetta Lombardia)

064) Marianna Piccolo (Miss Bellezza Rocchetta Liguria)

065) Marilena Fantini (Miss Bellezza Rocchetta Romagna)

066) Roberta Giorni (Miss Bellezza Rocchetta Umbria)

067) Naike Dominici (Miss Bellezza Rocchetta Marche)

068) Tamara Bendotti (Miss Bellezza Rocchetta Lazio)

069) Amalia Cosentino (Miss Bellezza Rocchetta Campania)

070) Angela Musci (Miss Bellezza Rocchetta Puglia)

071) Anna Tavernise (Miss Bellezza Rocchetta Calabria)

072) Tomassina Sozzi (Miss Bellezza Rocchetta Sicilia)

073) Cristiana Pezzucchi (Ragazza Sasch Top Model Domani Lombardia)

074) Francesca Oppici (Ragazza Sasch Top Model Domani Emilia)

075) Alice Ricci (Ragazza Sasch Top Model Domani Romagna)

076) Milena Musoni (Ragazza Sasch Top Model Domani Toscana)

077) Manuela Verdecchia (Ragazza Sasch Top Model Domani Marche)

078) Barbara Salvati (Ragazza Sasch Top Model Domani Lazio)

079) Giorgia Gallerati (Ragazza Sasch Top Model Domani Abruzzo)

080) Alessandra Maglie (Ragazza Sasch Top Model Domani Puglia)

081) Cristina Vangone (Ragazza Sasch Top Model Domani Calabria)

082) Zaira Unali (Ragazza Sasch Top Model Domani Sardegna)

083) Elisabetta Liberale (Miss Wella Lombardia)

084) Valeria Pontellini (Miss Wella Romagna)

085) Cristina Cellai (Miss Wella Toscana)

086) Francesca Ancarani (Miss Wella Umbria)

087) Roberta Iobbi (Miss Wella Marche)

088) Francesca Speranza (Miss Wella Lazio)

089) Sara Siciliano (Miss Wella Abruzzo)

090) Vincenza Giamunno (Miss Wella Campania)

091) Natascia Castrignanò (Miss Wella Puglia)

092) Valentina Settineri (Miss Wella Sicilia)

093) Milena Piga (Miss Wella Sardegna)

094) Manuela Bellin Solarin (Miss Sorriso Omnitel Piemonte)

095) Elisa Galetti (Miss Sorriso Omnitel Lombardia)

096) Evelin Vettori (Miss Sorriso Omnitel Trentino Alto Adige)

097) Alessandra Perazzuolo (Miss Sorriso Omnitel Romagna)

098) Manuela Calì (Miss Sorriso Omnitel Lazio)

099) Antonella Tramontano (Miss Sorriso Omnitel Campania)

100) Milena Fancello (Miss Sorriso Omnitel Sardegna)